# Virus Měnglà
Dianlovirus menglaense
Espèce
Le virus Měnglà (MLAV), nom scientifique Dianlovirus menglaense, est un filovirus découvert en janvier 2019 chez une roussette dans le sud de la province chinoise du Yunnan, dans le district de Mengla. Il partage 32 à 54 % du génome des autres filovirus. Il est proche du virus Ebola et du virus Marburg dans l'arbre phylogénétique de cette famille virale, ce qui pousse les infectiologues chinois à suggérer la création d'un nouveau taxon, le genre Dianlovirus, dont il serait la seule espèce,.